# Karl von Knorring

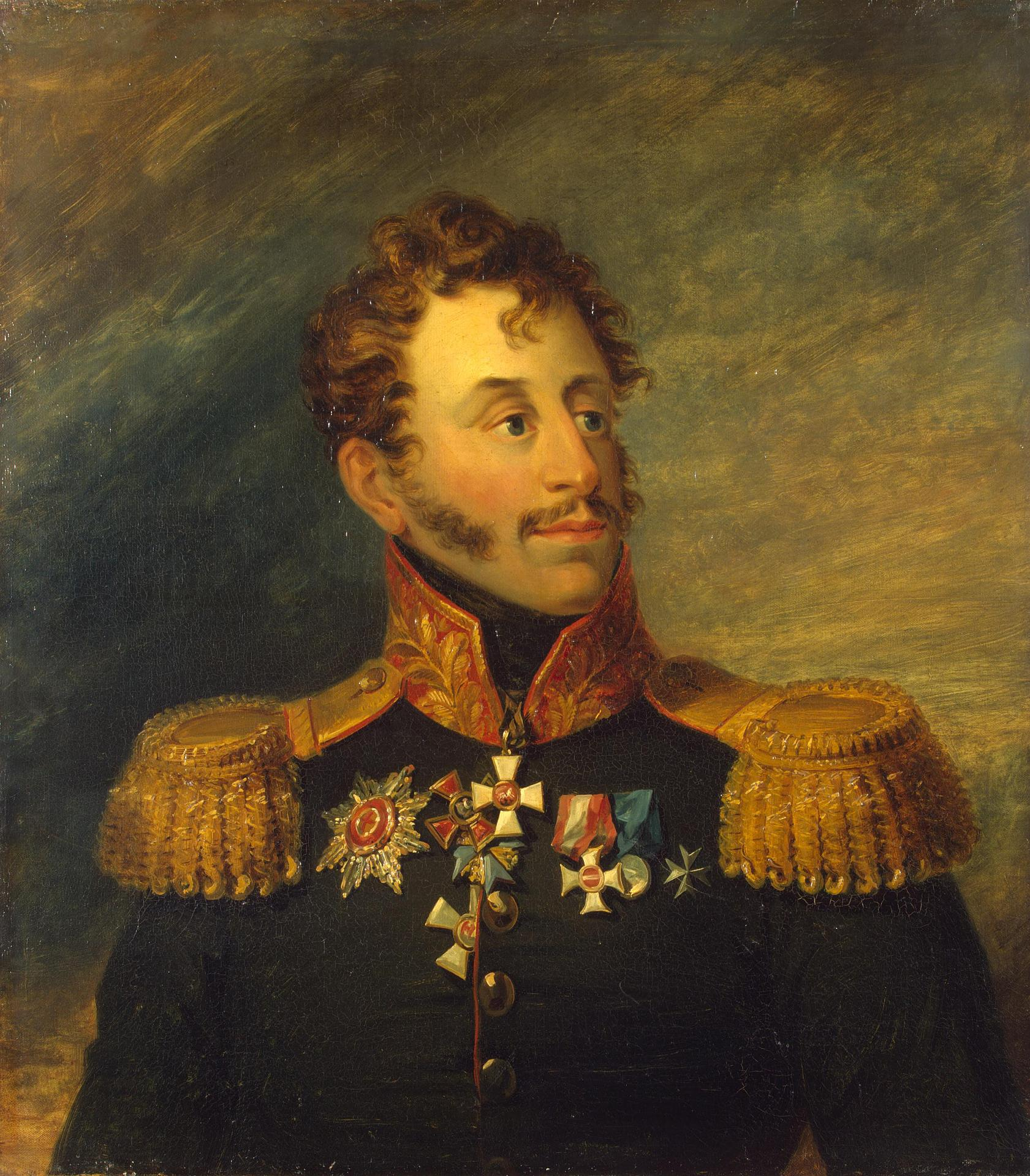
Karl von Knorring

Karl Bogdanowitsch von Knorring, russisch: Карл Богданович Кнорринг (* 12. August 1774; † 17. März 1817) war ein russischer Generalmajor aus der deutschbaltischen Adelsfamilie von Knorring.

## Leben
Seine Eltern waren der russische General der Infanterie Gotthard Johann von Knorring (1744–1825) und Wilhelmine von Liphart (1753–1818). 
Er trat 1787 als Fähnrich bei der Gardekavallerie ein; 1796 wechselte er als Kapitän zum Husarenregiment von Olwiopol. Im Jahr 1801 wurde er im Rang eines Kapitäns zum Adjutanten des Kavalleriegenerals Apraxin ernannt. 1805 kämpfte er unter General Iwan I. Michelson. Für den Feldzug von 1806 in Ostpreußen wurde Knorring zum Kommandanten des Regiments Tatarischer Reiter (ab November 1807 Uhlanen-Regiment) ernannt, mit dem er am Krieg gegen die Franzosen teilnahm. Er zeichnete sich in der Schlacht von Pultusk (8. Januar 1807) aus und erhielt den Orden des Heiligen Georg 4. Klasse. Seine Reiterei operierte um Allenstein und  kämpften in der Schlacht bei Heilsberg. Im Jahre 1809 beteiligte er sich am Feldzug in Galizien und besetzte Lemberg (Lwiw). In den Befreiungskriegen befehligte er im Sommer 1813 seine Reiterei in Sachsen und wurde in der Schlacht bei Kulm verwundet.

## Auszeichnungen
- Orden des Heiligen Georg, 3. Kl., 4. Kl.